# Lettera dello Pseudo-Tito

La Lettera dello Pseudo-Tito è una lettera attribuita a Tito, discepolo di Paolo, e diretta a una comunità monastica di uomini e donne e incorsi in rapporti sessuali tra loro. In generale, loda la vita di castità e condanna ogni tipo di attività sessuale come peccaminosa. È un testo apocrifo che sopravvive principalmente nel Codex Burchardi, manoscritto risalente al VIII secolo e scoperto nel 1896 tra le omelie di Cesario di Arles.
Si dice che questi cerchi si trovino nel movimento encratico del V secolo, originatosi in Spagna, che sorse sulla scia del vescovo spagnolo Priscilliano.
Il testo latino contiene molti solecismi che hanno avuto origine per via di un autore che non conosceva il latino e nemmeno il greco.
La lettera contiene un centinaio di citazioni dall'Antico Testamento, dal Nuovo Testamento e da altri scritti apocrifi; Pseudo-Tito cita con più frequenza i Salmi, Ezechiele, i Vangeli, la prima e la seconda lettera ai Corinzi, la lettera ai Galati e l'Apocalisse, tuttavia, le sue citazioni sono diverse e alcune rimangono sconosciute.
La storia di Pietro che benedice la figlia di un giardiniere ha attirato l'attenzione degli studiosi biblici poiché potrebbe derivare da una parte perduta degli Atti di Pietro e ha generato discussioni sull'influenza apostolica sulla vita familiare tra i primi cristiani. L'epistola potrebbe contenere un'altra storia perduta, tratta in questo caso dagli Atti di Andrea, che racconta che l'apostolo Andrea partecipi a un matrimonio per insegnare il celibato agli uomini e alle donne lì presenti.